# 布雷恩·希格斯
布雷恩·希格斯 MLA （1954年3月1日—），加拿大新不伦瑞克省政治人物，2018年-24年出任紐賓士域省第34任省長，2016年-24年間擔任紐賓士域進步保守黨黨魁、自2010年-24年擔任省議會議員並在2010年-14年間任省政部財長。
希格斯畢業於紐賓士域大學，擔任工程師。在他的工程師生涯裡，他在艾榮石油公司（Irving Oil）工作了 33 年。 1989 年，希格斯角逐成為反法定雙語主義的紐賓士域地區聯盟黨黨魁一職。希格斯在2010年省選中首次當選省議員，並於2010年至2014年在大衛·艾禾特（David Alward）政府中擔任財長。在2018年省選中中，希格斯麾下的進步保守黨儘管以百分之6的差距在全省票數屈居第二，但仍以微弱的議席優勢成功組建少數政府。希格斯麾下的進步保守黨在2020年省選中再次勝出，並組建了多數政府。
希格斯的進步保守黨在2024年省選中慘敗並且輸了自己的席位，自由黨組建了多數政府。

## 人生與生涯
希格斯出生於紐賓士域省胡士托，在森林城長大。 他畢業於紐賓士域大學，擔任工程師。 他在艾榮石油公司（Irving Oil）工作了33年，並曾被晉升為高級管理人員，負責監管加拿大東部和新英格蘭地區的石油運輸。  希格斯於2010 年從艾榮石油公司退休。 

## 早期政治生涯
希格斯曾加入三個政黨，並曾角逐過兩個政黨的黨魁職位。

### 自由党
在加入地區聯盟黨之前，希格斯是自由黨黨員，但因為反對加拿大官方雙語制和紐賓士域官方語言法案而離開該黨。

### 地區聯盟黨
三十五歲左右的希格斯角逐紐賓士域省地區聯盟黨黨魁一職 ，他表示他支持「常理」。 在競逐黨魁一職時，希格斯曾「抱怨說法語的人『可以說共同語言，但卻不說』（'who can speak the common language, but refuse to'）」。 他也支持選舉產生的參議院，反對《米治湖協議》 ，贊成固定政府任期，並表示「我们没有義務迎合那些會說共同語言英語但拒絕這樣做的人」。 

### 財政部長
2010年10月12日，希格斯宣誓就任紐賓士域省財政部長、負責紐賓士域酒精公司的部長、負責紐賓士域投資管理公司的部長、負責紐賓士域彩票和博彩公司的部長以及紐賓士域省彩票和博彩公司负责人主席。管理董事会。他也曾擔任紐賓士域省的人事部部長。 希格斯擔任財政部長期間，政府決定停止定期支付公務員的養老金計劃，後來導致加拿大公務員工會（CUPE）的成員出現養老金問題，最終導致他們在2021年發生罷工。

### 進步保守黨黨魁
希格斯是基斯柏姆斯（Quispamsis）選區的省議員，  ，並自 2016年10月22日起擔任紐賓士域省進步保守黨黨魁。同日，紐賓士域省進步保守黨黨魁選舉舉行，在第三輪投票中，他以1,563票擊敗了只得到1,169票的前聖約翰市長羅道賢 (Mel Norton)，取得進步保守黨黨魁一職。 

#### 2018年省选举
在2018年省選中，希格斯麾下的進步保守黨贏得了省議會中22個議席，成為了省議會最大黨。而執政的紐賓士域自由党只赢得了 21個議席，自由黨試圖以發表御座致詞來以少數政府的身份繼續掌權。希望保留紐賓士域省議會的信任而繼續執政。  
2018年11月2日，進步保守黨和紐賓士域人民聯盟聯合在省議會通過了倒閣動議，完結了白賴仁·加蘭德領導的自由黨少數政府。 

## 紐賓士域省省長（2018 年至今）
希格斯於2018 年 11 月 9 日被任命为省長。希格斯宣誓就職時已年滿64歲，是紐賓士域省歷史上宣誓就任省長時最年長的人，並於 2019年4月成為了紐賓士域省歷史上最年長的省長。兩項紀錄的原保持者都是理勒·巴斯·德禾夫·蒂利（Leonard Percy de Wolfe Tilley） 。 

### 經濟政策
2019年，希格斯政府開始廢除對紐賓士域省高等教育機構學生的多項資助計劃。他的政黨認為2009年5月制訂的「及時完成福利」（Timely Completion Benefit）等計劃「成本非常高」。 紐賓士域省進步保守黨認為，通過重新分配該項目的資金到一個學費的租稅減免是使更多學生受惠的「更好」方式。 這個舉措以及免學費計劃（Free Tuition Program）的取消，都受到全省學生的強烈批評，甚至有一些人強調這些舉措使留在紐賓士域工作或學習的優勢不復存在。 
2020 年，希格斯因為誤解了為紐賓士域省公共交通提供資金的聯邦計劃的細節而退出了計劃。 希格斯多次聲稱這一筆資金是用於資本項目，但根據該協議的政府知情人士稱，該計劃旨在解決COVID-19疫情造成的營運赤字和收入短缺。 希格斯也認為該計劃僅適用於較大的省份，並表示：「這計劃是應多倫多、滿地可和卑詩省大城市的地鐵和交通系統的需求而設的。」可是後來的文件顯示，沙省、緬省和斯高沙省已从聯邦政府的「安全重啟」（Safe Restart）公共交通援助計劃中獲得了總計5710萬加元的資助。紐賓士域省要求以及收到0加元。 

### 均衡轉移資金
希格斯在2018年滿地可舉行的省長會議上提出了削減對包括紐賓士域省在內的「貧困省份」的均衡轉移資金（equalization payments）的想法。紐賓士域省政府在 2018-19年度預算中收到了價值18億加元的均衡轉移資金。希格斯表示，如果聯邦均衡轉移資金的份量減少的話，人們對資源開發的態度可能會更積極。 

### 勞工
希格斯政府不得不應對2021年10-11月加拿大公務員工會（CUPE）的罷工。教育、衛生、交通和基建部門約兩萬名工人舉行了為期16天的罷工。 11月14日，希格斯政府和CUPE達成協議。該協議包括提高工人的薪酬。 

### 與原住民和解
2020 年，珊特爾·摩 (Chantel Moore) 和洛尼·利維 (Rodney Levi) 在該年夏天的兩宗襲警事件裡分別被警察開槍射殺後，希格斯政府被敦促對系统內存在的種族主義進行公開調查。由於希格斯拒絕對此進行調查，原住民酋長們後來在與希格斯的會面中退出，並稱他們對他「失去了希望」。 
第二年，希格斯政府未經協商就退出了與13個覓馬和禾拿斯杜奇原住民部族的稅收共享協議。 
原住民事物部長鄧艾蓮（Arlene Dunn）於2021 年宣佈，希格斯政府將聘請一名獨立專員來調查系统性種族主義，而不是發起公開調查。原住民領導人們後來譴責了省政府解決「系統性種族主義」的計劃，並指出他們認為計劃本身就是系统性種族主義的一種形式。 
在禾拿斯杜奇原住民部族的酋長們提出了一個重大的土地所有權聲索後，希格斯聲稱，該聲索「影響了該省的每一個土地所有者」。因為該聲索「無限制」地聲索「任何類型的私人土地」的所有權。希格斯稱該訴訟可能導致原住民贏得該省六成土地（包括私人住宅和企業）的控制權，這與酋长們在法庭上提交的657頁聲索聲明大相徑庭，該聲明僅列出了五家林業公司、 紐賓士域能源公司以及聯邦和省政府的土地。 
不久之后，紐賓士域省首席檢察官泰特·菲林明（Ted Fleming）向政府僱員發出一份備忘錄，要求他們在停止在原住民土地確認中提及以「未割讓」或「未交出」來描述該地： 「由于本次诉讼，紐賓士域省政府的法律顧問和首席檢察官辦公室建議省政府員工不得做出或發佈原住民土地確認。這包括但不限於在會議或活動中、在文件中以及在電郵署名中。」 這項政策遭到大量的反對，反對者甚至包括希格斯內閣內部的成員。一系列洩漏的電郵顯示，教育部長多緬歷·卡迪（Dominic Cardy）和交通部长吉爾·格林寫信給省長，抱怨新政策引發了不必要的衝突，並「給人留下了政府故意強化種族主義行為的印象」。 

### COVID-19疫情
希格斯領導省政府應對紐賓士域省的COVID-19 大流行。 2020年3月19日，政府宣佈全省進入緊急狀態。 希格斯本人亦於2021 年12月31日檢測出COVID-19感染呈陽性反應。

### 2020年省選
希格斯認為下一階段的經濟復甦需要政府的穩定。 於是希格斯在2020年8月17日取得了省督的同意。召開提前選舉。 希格斯麾下的進步保守黨在9月14日举行的2020年省選中再次當選，還擺脫了少數政府的狀態，變為多數政府。

### 2023年領導層動盪
2023年5月，希格斯政府下屬的教育和兒童早期發展部部長比爾·浩謹透露，713 號政策由於對其實施的擔憂和誤解 以及来自家長和老師的數百個投訴而正受審查。儘管他有這樣的說法，但他未能提供證據。 正如希格斯後來在5月16日所說，審查此項政策的另一個原因是即使孩子還没有向家長出櫃，家長們應該知道他們的孩子在學校是否使用不同的名字或代词。希格斯也認為，根據政策，允許16歲以下的人在父母不知情的情况下使用新名字以「故意」隱藏自己的身份是有問題的。  2023年6月8日，浩謹修訂了713號政策，並宣佈其於7月1日開始生效。霍根的部門更新了該政策的三個部份，即自我認同、體育參與和通用空間。 
713號政策因被認為會使學生被出櫃、性别歧視和棄名錯稱以及助长恐同主義和跨性别恐懼而受到批評。    
6月15日，社會發展部長多羅菲·些化特（Dorothy Shephard）在議會投票支持要求進一步研究713號政策的反對派動議後，向希格斯遞交了一封手寫的辭職信以辭去內閣職務。在隨後傳媒的採訪中，她表示她因為對希格斯的領導方式感到失望而辭職，而希格斯對713政策的處理正是她辭職的導火線。 
希格斯已收到至少十多封來自其所在政黨的來信，其中包括黨員和選區協會主席，他們希望能藉此引發領導層審查以更換黨魁，但有些信件卻被裁定無效。一旦收到足夠的信件，政黨委員會將投票決定提早召開黨大會。  在八月下旬，紐賓士域進步保守黨黨中央宣佈聯署人數並未達到要求，因此不會提早召開黨大會
|}